# Christendom in Syrië
Christenen in Syrië vormen tussen de 10% en 15% van de Syrische bevolking. De meeste christenen in Syrië behoren tot de Grieks-Orthodoxe Kerk, gevolgd door de Grieks-Katholieke Kerk, de Syrisch-Orthodoxe Kerk, de Armeens-Orthodoxe Kerk en de Syrisch-Katholieke Kerk. Er zijn ook kleinere groepen zoals de protestanten, Chaldeeuws-Katholieke Kerk, maronieten en nestorianen (Assyriërs). De meerderheid van de christenen in Syrië is gearabiseerd, maar een aantal, voornamelijk leden van de Syrisch-Orthodoxe Kerk, heeft de inheemse Aramese identiteit weten te behouden. Dit geldt met name voor de inwoners van Maaloula, een dorp waar Aramees nog steeds als gesproken taal wordt gebruikt.
De Arameeërs waren een van de eerste volkeren die zich tot het christendom bekeerden, in de eerste eeuw na Christus. De Arameeërs gebruikten de term "Syriërs" (Suryoye) als zelfaanduiding, een term die vaak als synoniem wordt gebruikt voor Arameeërs. Na de oprichting van de moderne Arabische staat Syrië in 1946 ontstond verwarring over het gebruik van de term "Syriërs", die oorspronkelijk alleen werd gebruikt voor Arameeërs. De Arabische (islamitische) bevolking werd pas na de oprichting van de moderne staat Syrië als Syriërs aangeduid.
De christelijke bevolking van Syrië is sinds 1946 sterk afgenomen, vooral door emigratie na 1960 en de impact van de Syrische Burgeroorlog die begon in 2011. De christenen in gebieden die door de terreurgroep Islamitische Staat werden veroverd, waren zwaar getroffen. Veel christenen werden gedwongen te vluchten, terwijl anderen werden gedood of hun kerken werden verwoest of omgebouwd tot moskeeën.
De christenen in Syrië vormen 10% tot 15% van de Syrische bevolking.
De meeste christenen in Syrië behoren tot de Grieks-Orthodoxe Kerk van Antiochië, gevolgd door de Grieks-Katholieke Kerk, de Syrisch-Orthodoxe Kerk en de Armeens-Orthodoxe Kerk. Daarnaast zijn er kleinere christelijke denominaties zoals de protestanten, Syrisch-katholieken, Chaldeeuws-katholieken, maronieten en nestorianen (Assyriërs). Het grootste deel van de christenen in Syrië is gearabiseerd. Slechts een deel is erin geslaagd om de inheemse Aramese identiteit te behouden. Het gaat hierbij voornamelijk om leden van de Syrisch-Orthodoxe Kerk, de Syrisch-Katholieke Kerk en de inwoners van Maaloula.
De Arameeërs behoren tot de eerste volkeren die massaal tot het christendom overgingen. Nadat ze zich bekeerden tot het christendom in de eerste eeuw namen de Arameeërs de Griekse term ‘Syriërs’ (Suryoye) over als zelfaanduiding. De termen Syriërs en Arameeërs worden vaak als synoniemen gebruikt. In de NBG Bijbelvertaling spreekt men van de Arameeërs, in de Statenvertaling van Syriërs. Verwarring begon te ontstaan na de oprichting van de moderne Arabische staat Syrië (1946). Tot die tijd was de term Syriërs louter bestemd voor Arameeërs. De Arabische (islamitische) inwoners werden tot de oprichting van de moderne staat Syrië niet als Syriërs aangeduid. Het Nederlandse woord ‘Syrisch’ betreft dus twee onderscheiden zaken: enerzijds het – christelijk-Aramese - geestelijk erfgoed dat verder reikt dan het land Syrië, anderzijds alles wat met het land Syrië te maken heeft.
Het aandeel van christenen in de bevolking van Syrië ten opzichte van 1946 is sterk teruggelopen. Vanaf 1960 kwam dit voornamelijk door emigratie, vanaf 2011 door de Syrische Burgeroorlog. Met name de christenen in het in die oorlog door terreurgroep Islamitische Staat veroverde gebied ('het IS-kalifaat') werden zwaar getroffen; ze ontvluchtten hun gebied of werden vermoord. Hun kerken werden verwoest of tot moskeeën omgebouwd.
| Grieks-orthodox (Antiocheens)         | 875.000   |
| Grieks-katholiek (Melkitisch)         | 310.000   |
| Syrisch-orthodox                      | 89.000    |
| Syrisch-maronitisch                   | 35.000    |
| Syrisch-katholiek                     | 30.000    |
| Armeens-orthodox                      | 30.000    |
| Chaldeeuws-katholiek                  | 15.000    |
| Protestanten                          | 12.000    |
| Assyrische Kerk & Kerk van het Oosten | 10.000    |
| Totaal                                | 1.406.000 |